# Фомина, Наталья Николаевна
Наталья Николаевна Фомина (род. 4 августа 1944 года) — советский и российский педагог, член-корреспондент РАО (2004).
Доктор педагогических наук (2003), профессор (2004).
Заведующая лабораторией музыки и изобразительного искусства Института художественного образования и культурологии РАО.
В 2004 году — избрана членом-корреспондентом РАО от Отделения образования и культуры.
Сфера научных интересов: история художественного образования, музейная педагогика, детское творчество.